# Hugo Novoa
Hugo Novoa Ramos (Ames, 24 januari 2003) is een Spaans voetballer die doorgaans speelt als rechtsbuiten. In juli 2024 verruilde hij RB Leipzig voor Deportivo Alavés.

## Clubcarrière
Novoa speelde in de jeugd van Bertamiráns en werd in 2013 opgenomen in de jeugdopleiding van Deportivo La Coruña. RB Leipzig haalde de vleugelspeler in 2019 naar Duitsland. Zijn professionele debuut maakte de Spanjaard op 23 oktober 2021, in de eigen Red Bull Arena tegen Greuther Fürth in de Bundesliga. Novoa moest van coach Jesse Marsch op de reservebank beginnen en zag de bezoekers op voorsprong komen door een benutte strafschop van Branimir Hrgota. Na rust kwam Leipzig alsnog op voorsprong door doelpunten van Yussuf Poulsen, Emil Forsberg en Dominik Szoboszlai. Vijf minuten voor tijd mocht Novoa invallen voor Christopher Nkunku en drie minuten later wist hij direct zijn eerste doelpunt te maken.
Het contract van de Spanjaard werd in januari 2023 met een seizoen verlengd, waarna hij voor anderhalf jaar verhuurd werd aan FC Basel. Aan het einde van het seizoen 2022/23 werd toch besloten dat Novoa na een half seizoen zou terugkeren naar Leipzig. Op de laatste dag van de transferperiode aan het begin van het seizoen 2023/24 nam FC Utrecht de Spanjaard op huurbasis over. In de winterstop werd de verhuurperiode bij Utrecht geannuleerd, waarop Villarreal hem overnam tot het einde van het seizoen. Na deze verhuurperiode vertrok Novoa definitief bij Leipzig; Deportivo Alavés nam hem over voor circa anderhalf miljoen euro en gaf hem een contract voor vijf seizoenen.

## Clubstatistieken
| Seizoen | Club             | Competitie       | Competitie | Competitie | Beker | Beker | Internationaal | Internationaal | Totaal | Totaal |
| Seizoen | Club             | Competitie       | Wed.       | Dlp.       | Wed.  | Dlp.  | Wed.           | Dlp.           | Wed.   | Dlp.   |
| ------- | ---------------- | ---------------- | ---------- | ---------- | ----- | ----- | -------------- | -------------- | ------ | ------ |
| 2021/22 | RB Leipzig       | Bundesliga       | 8          | 1          | 2     | 0     | 2              | 0              | 12     | 1      |
| 2022/23 | RB Leipzig       | Bundesliga       | 7          | 1          | 3     | 0     | 1              | 0              | 11     | 1      |
| 2022/23 | → FC Basel       | Super League     | 12         | 1          | 2     | 0     | 3              | 0              | 17     | 1      |
| 2023/24 | → FC Utrecht     | Eredivisie       | 5          | 0          | 1     | 0     | —              | —              | 6      | 0      |
| 2023/24 | → Villarreal B   | Segunda División | 11         | 0          | —     | —     | —              | —              | 11     | 0      |
| 2024/25 | Deportivo Alavés | Primera División | 0          | 0          | 0     | 0     | —              | —              | 0      | 0      |
| Totaal  | Totaal           | Totaal           | 43         | 3          | 8     | 0     | 6              | 0              | 57     | 3      |

Bijgewerkt op 27 juli 2024.

## Erelijst
| DFB-Pokal | 1 | 2021/22 |